# معركة ديالى (1822)
معركة ديالى هي معركة وقعت سنة 1822م في منطقة ديالى شمال شرق العراق، بين قبيلة شمر بقيادة الشيخ صفوق، والدولة القاجارية بقيادة الشاه فتح علي شاه.
بدأت المعركة بعد ما حاولت الدولة القاجارية التقدم داخل أراضي شمر في العراق، فأعد صفوق كميناً محكماً بـ 800 فارس من شمر. واجه جيش شمر جيشاً قاجارياً قوامه 40,000 جندي، وتمكن من هزيمته بعد قتال عنيف استمر لأيام في مناطق مندلي والخالص وشهربان، وانتهت المعركة بانتصار كبير لقبيلة شمر، وتراجع القوات القاجارية إلى داخل إيران.

## احداث المعركة
تصدى الشيخ صفوق بن فارس الجربا لهذا التقدم، وقاد قوة مكونة من 800 مقاتل من قبيلة شمر. نصبت شمر كمينًا في منطقة ديالى، واستدرجت القوات الفارسية إلى أرض وعرة.
دار قتال عنيف استمر لأيام، وشاركت فيه عدة فروع من شمر، خاصة في الخالص وشهربان. وبسبب الخطة المحكمة والمعرفة الجغرافية، تمكنت شمر من دحر القوات القاجارية، وقتل أعداد كبيرة منهم، وأجبروا على التراجع شرقًا داخل إيران . 

## خطة صفوق بن فارس الجرباء
وضع صفوق بن فارس الجربا خطة تعتمد على استدراج جيش الدولة القاجارية إلى كمين محكم داخل أراضي شمر، تحديدًا في مناطق وعرة قرب ديالى.   

## عدد المشاركين
عدد المشاركين في معركة ديالى سنة 1822م كان:
- من قبيلة شمر: حوالي 800 مقاتل
- من الدولة القاجارية: حوالي 40,000 جندي ،[4]